# Staffan Tapper
Staffan Tapper (født 10. juli 1948), svensk fodboldspiller der spillede for svenske Malmö FF. Spillede finale i 1979 for Malmö FF i Europa Cup for mesterhold mod Nottingham Forest (0-1). Nok mest kendt internationalt for sit brændte straffespark i VM kampen mod Polen i 1974 (Jan Tomaszewski reddede). Deltog også i VM 1978 for Sverige og spillede i alt 36 landskampe for Sverige.